# Eucoptocnemis
Eucoptocnemis là một chi bướm đêm thuộc họ Noctuidae.

## Các loài tiêu biểu
- Eucoptocnemis canescens Lafontaine, 2004
- Eucoptocnemis dapsilis (Grote, 1882)
- Eucoptocnemis elingua (Smith, 1903)
- Eucoptocnemis dolli Grote, 1882 (trước đây gọi là Agrotis dolli)
- Eucoptocnemis fimbriaris (Guenée, 1852) (đồng nghĩa: Eucoptocnemis tripars (Walker, 1856))
- Eucoptocnemis rufula Lafontaine, 2004